# Javier Hernández Aguiran
Javier Hernández Aguiran (Zaragoza, 13 de junio de 1979) es un nadador paralímpico sin brazos, orador motivacional, conferenciante y periodista deportivo de España, que representó al país en los Juegos Paralímpicos de Verano de 2012 en Londres, donde  ganó un diploma paralímpico con 33 años. Sólo había empezado a  entrenar a la edad de 30 años.

## Vida personal
Hernández nació sin brazos, y es de Zaragoza, en Aragón. Licenciado en Comunicación Audiovisual por la Universidad Autónoma de Barcelona, trabaja como periodista deportivo desde 2001. Es el autor  de la biografía autorizada de Luciano Galletti, exjugador del Real Zaragoza. En la actualidad analiza la actualidad del Real Zaragoza como director del portal leonsepia.com.
Hernández ganó un premio en 2012, en la Gala de Deportes de Aragón. En abril de 2013, dio una charla de motivación al Real Zaragoza, antes de un partido en contra del Mallorca. El equipo, que en aquel momento no había ganado los últimos 15 juegos, salió a ganar el partido, de lo que dieron crédito a Hernández. También dio un discurso en los asientos de honor del Santiago Bernabeu (en octubre de 2013) y otro en teatro principal de Villarreal, ante 500 personas.

## Natación
Comenzó a entrenar después de haber cumplido los 30 años y ha ganado 13 medallas de oro en Campeonatos Nacionales españoles, además de batir el récord de España en 150 combinado SM3 en marzo de 2012. Representó a España en los Juegos Paralímpicos de 2012 en Londres, donde  participó en 3 competiciones: 150 combinado SM3, 50 braza SB3 y 50 espalda S3. Se calificó para la final en para el 50 espalda S3, donde  acabó octavo y ganó un diploma paralímpico.

## Orador Motivacional y Asociación 'De los pies a la cabeza'
Hernández empieza su faceta de orador motivacional luego del éxito en los Juegos Paralímpicos de 2012. Motivado por el impacto positivo de sus conferencias, decide fundar la asociación 'De los pies a la cabeza'.
La asociación 'De los pies a la cabeza', fundada en 2015, se dedica a promover la modernización de la visión global sobre las personas con cualquier tipo de diversidad, así como estimular la autoestima de esas personas. También engloba otras acciones como talleres de inteligencia emocional, exposiciones, documentales y eventos ligados a la motivación persona.
La organización se ha dedicado a impartir conferencias donde comparte reflexiones y mensajes de inclusión y superación, tanto a nivel nacional como internacional. Según Hernández, sus conferencias motivacionales se han presentado ante más de 25 mil personas en más de 150 ediciones realizadas en México, Uruguay, Argentina y diversos lugares de España. Por su trabajo con la asociación Hernández ha logrado varios reconocimientos, entre ellos doctor honoris causa por el Claustro Doctoral Iberoamericano de México, y una Mención de Honor en la edición XII de los premios Ranstad.